# 小行星8305
小行星8305（英語：8305 Teika）是一颗围绕太阳公转的小行星。1995年2月22日，小林隆男在大泉町发现了此天体。
这颗小行星的绝对星等为278.9950199826298等。